# Letná Park

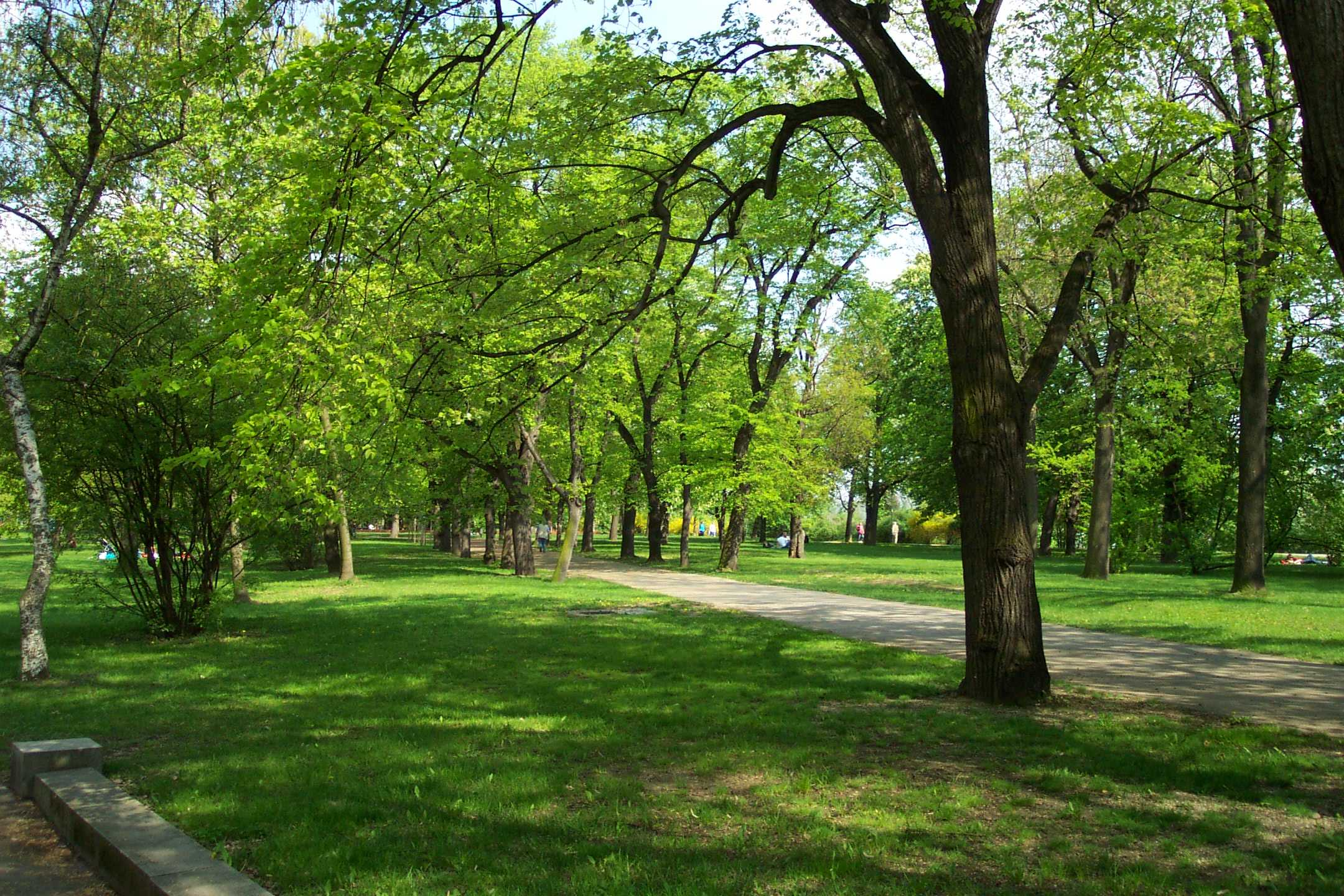
Letná Park.

O Letná Park (Em checo: Letenské sady) é um espaçoso parque localizado na cidade de Praga, capital e maior cidade da República Tcheca (Ou "Checa", dependendo da grafia). É o maior parque da cidade e se estende pelo Rio Vltava.
Em 1955, um monumento em homenagem a Josef Stalin foi erguido na margem do parque. Esta estátua, que tinha 15 metros de altura e 22 metros de comprimento, foi destruída em 1962.
Em 7 de Setembro de 1996, foi palco do mega-show do megastar Michael Jackson, abrindo a sua HIStory World Tour.